# Асерет
Асерет (ивр. עֲשֶׂרֶת‎) — общинное поселение на прибрежной равнине на юге центральной части Израиля. Расположено недалеко от Гедеры. Административно поселение относится к региональному совету «Гдерот». В 2020 году население поселения составляло 1 012 человек.

## История
Поселение Асерет было основано в 1954 году как муниципальный центр регионального совета Гдерот. Оно продолжает выполнять эту функцию и сегодня. Асерет является центром, как географически, так и муниципально, шести других общин совета: Мейшар, Мисгав-Дов, Кфар-Авив, Кфар-Мордехай, Шдема и Ган-ха-Даром.
Поселение Асерет было построено на исторических землях «Башит», известных ещё со времён крестоносцев. В Танахе есть описание старой гробницы, связанная с Сифом, сыном Адама. По мнению ученых фонда исследования Палестины, название Башит произошло от Бейт-Шит, что означает «дом Сифа». Гробница находится в мечети с тройным куполом, расположенной на склоне холма.

## Название
Слово «Асерет» означает «десять», и община названа в честь десяти членов Билу, основавших Гедеру.

## Галерея

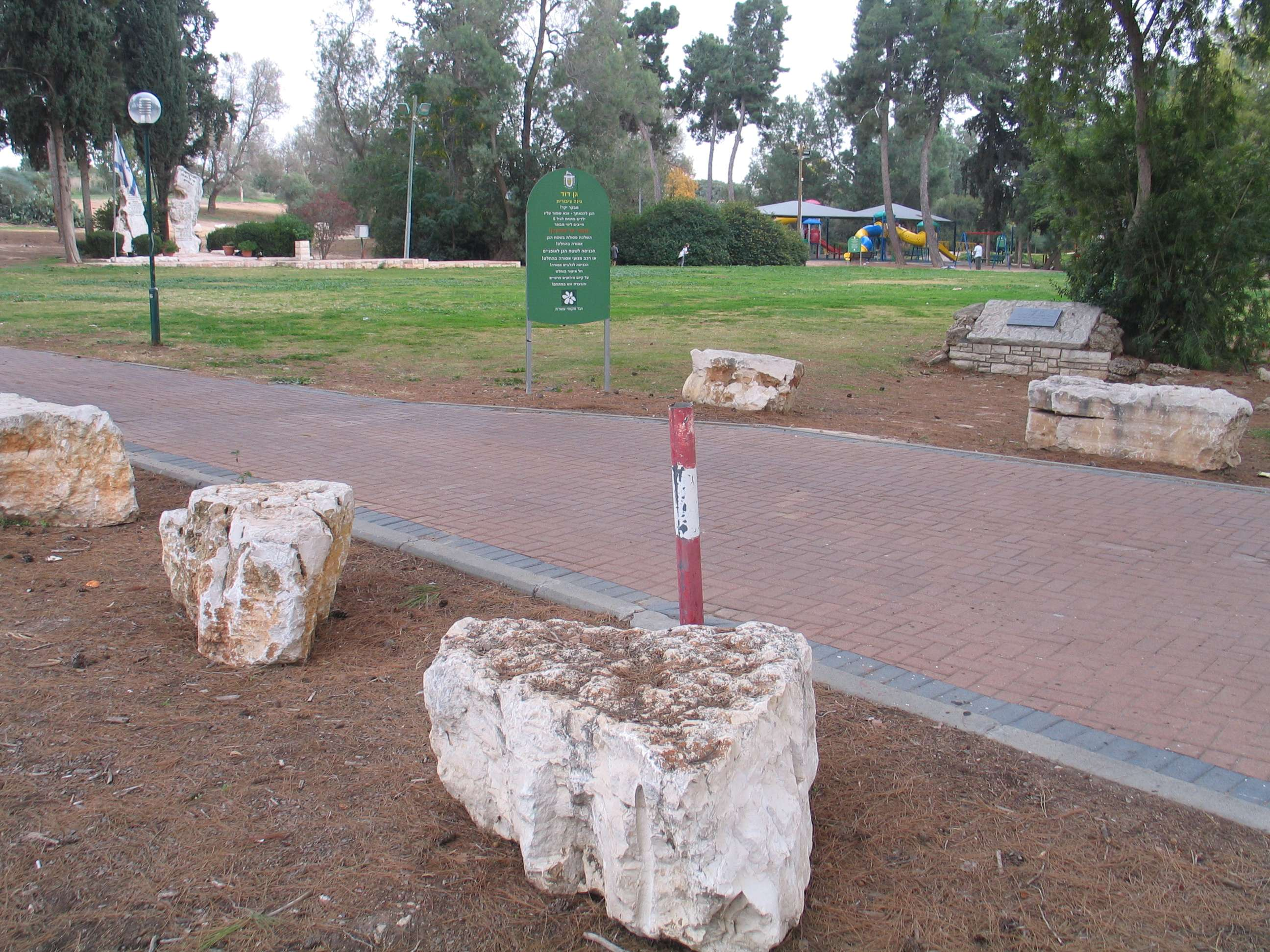
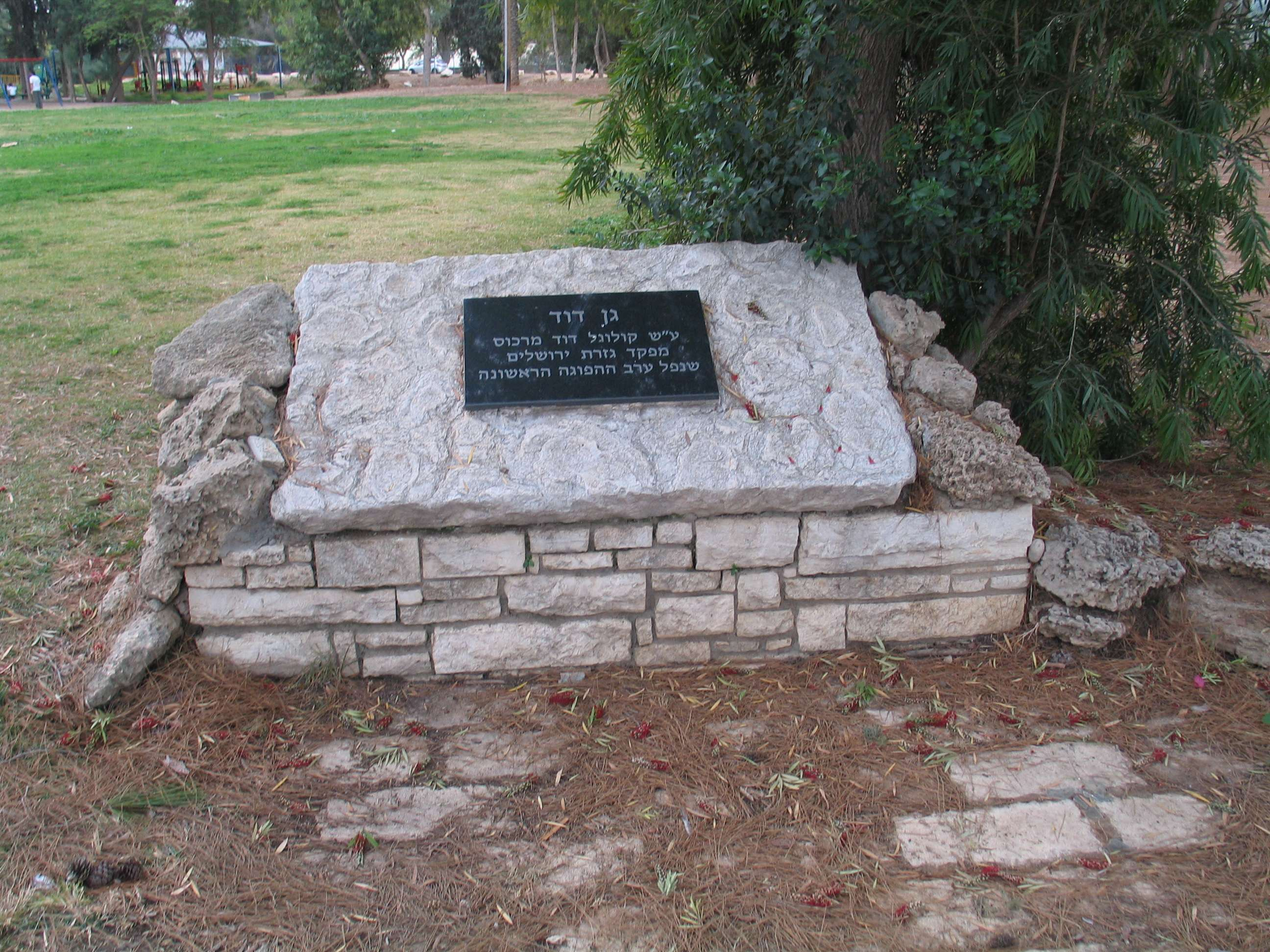
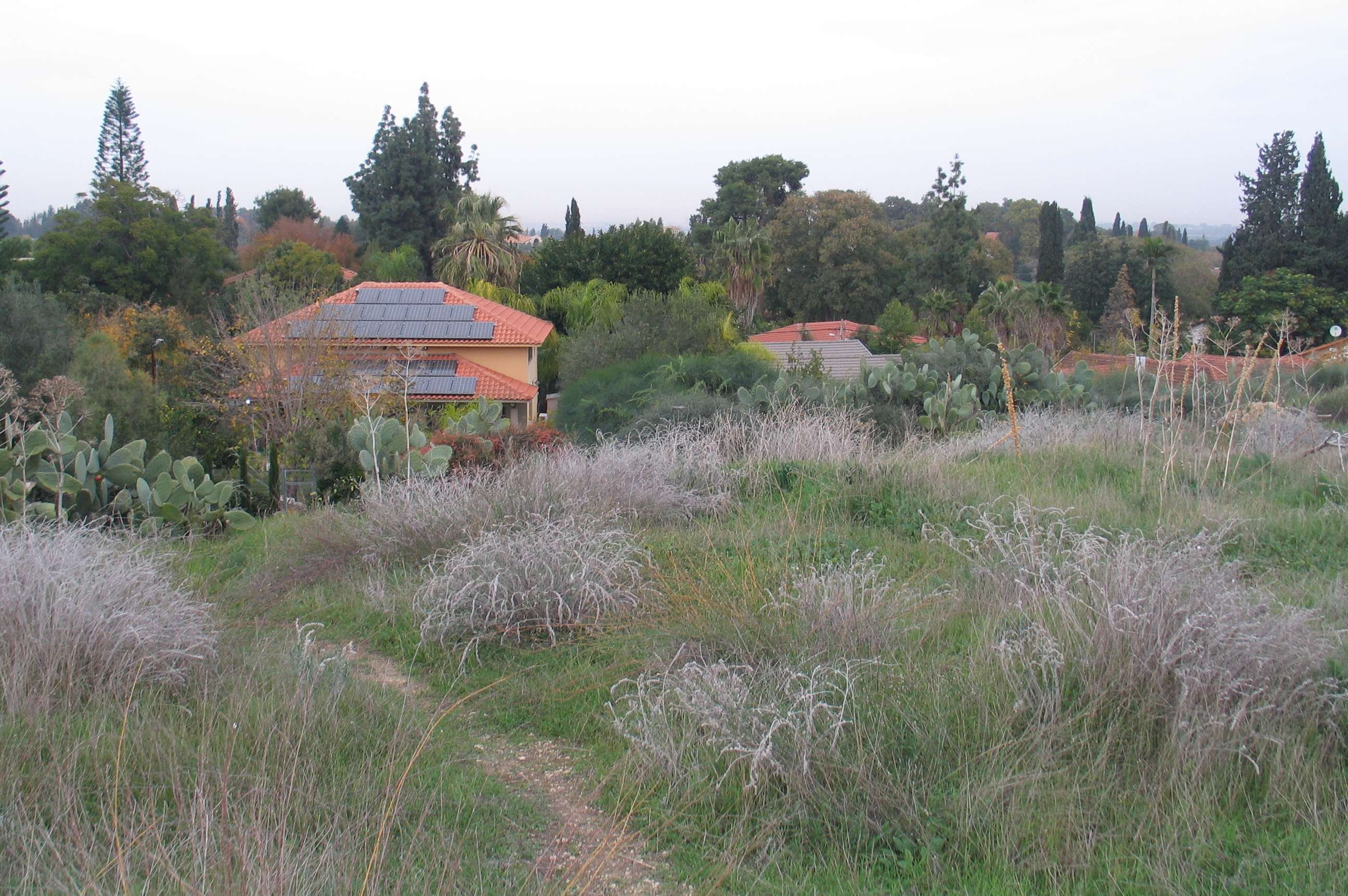
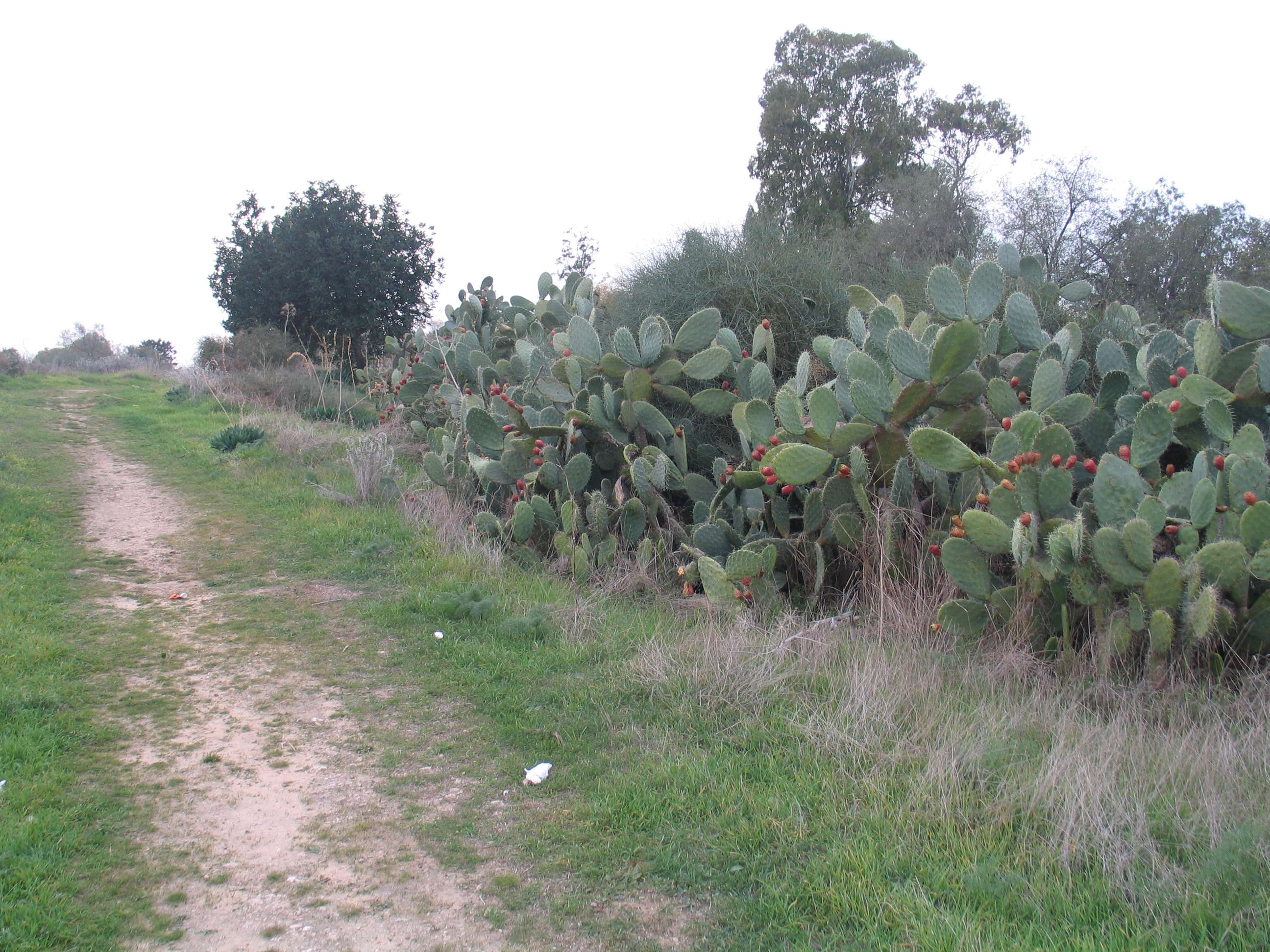
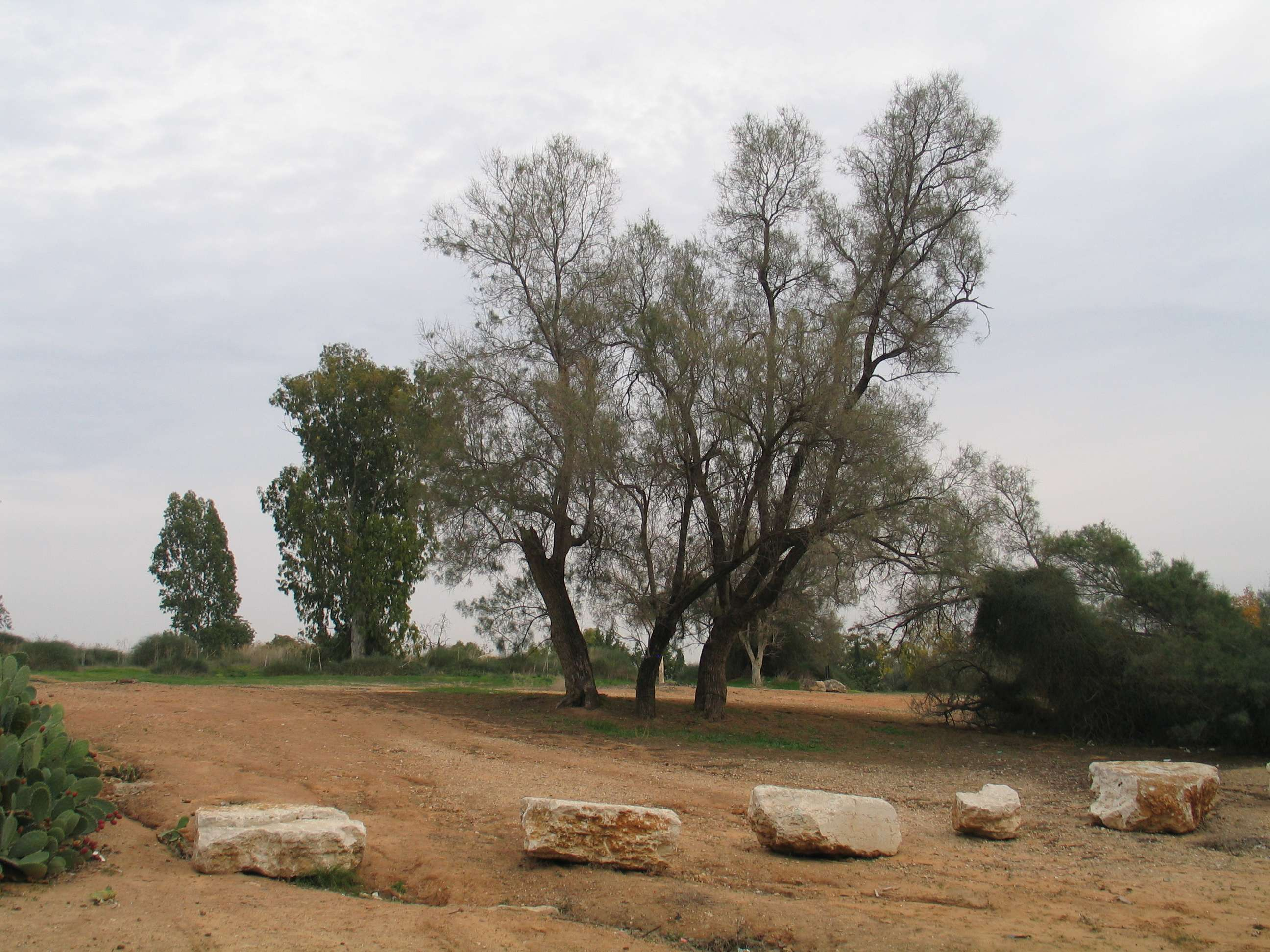
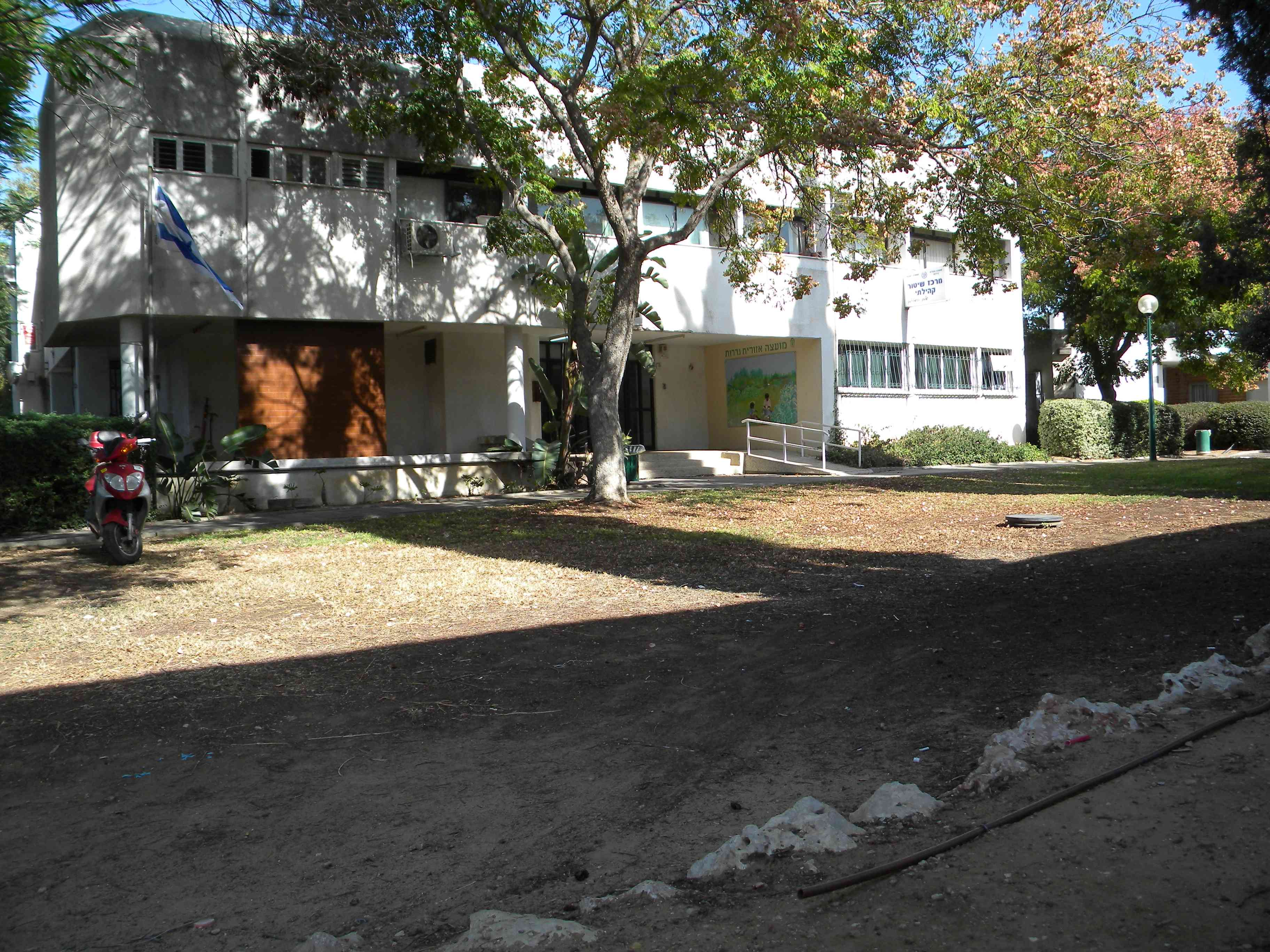

## Население
По данным Центрального статистического бюро Израиля, население на начало 2020 года составляло 1 012 человек.